# 白俄羅斯地理

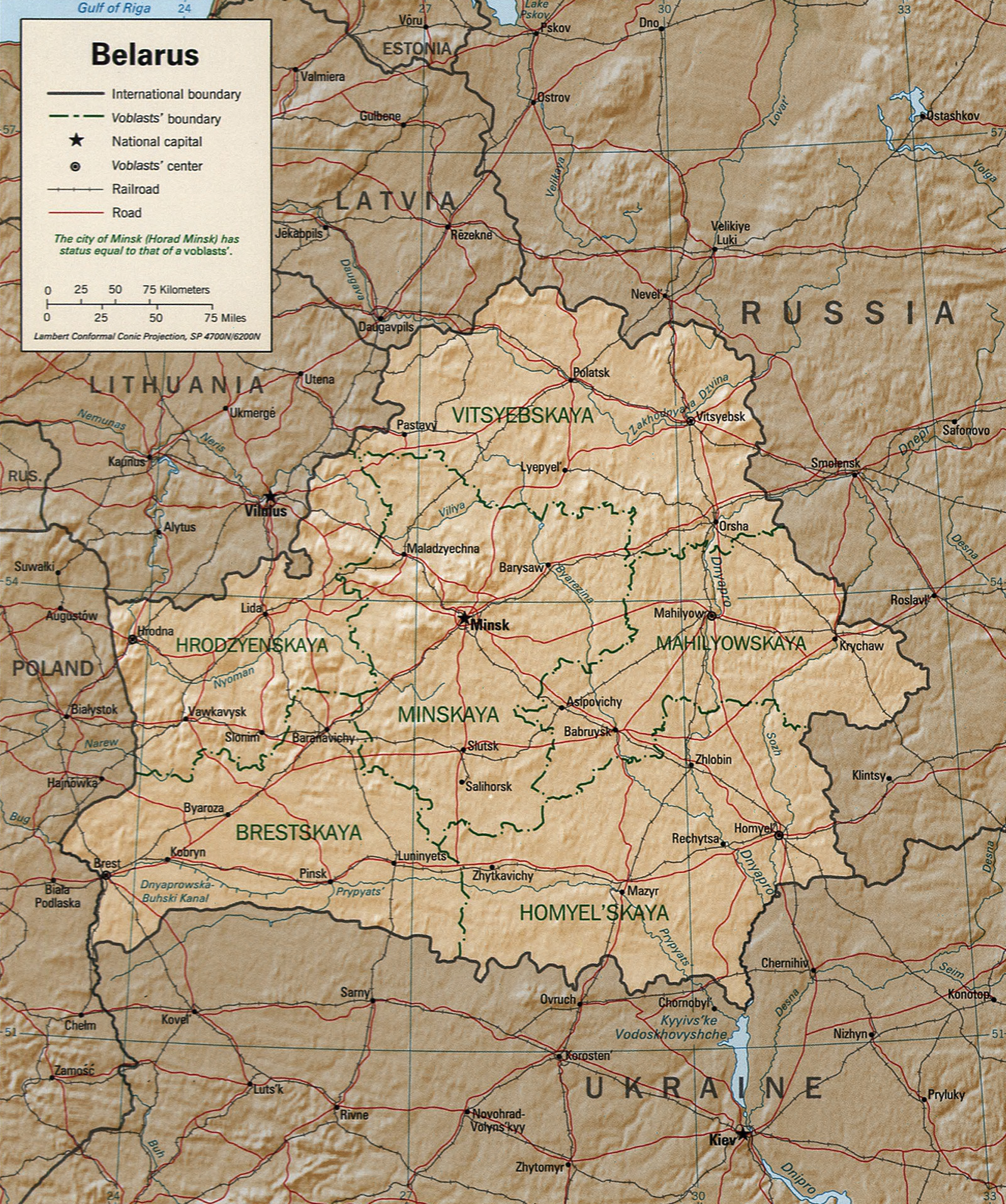
白俄羅斯詳細地圖

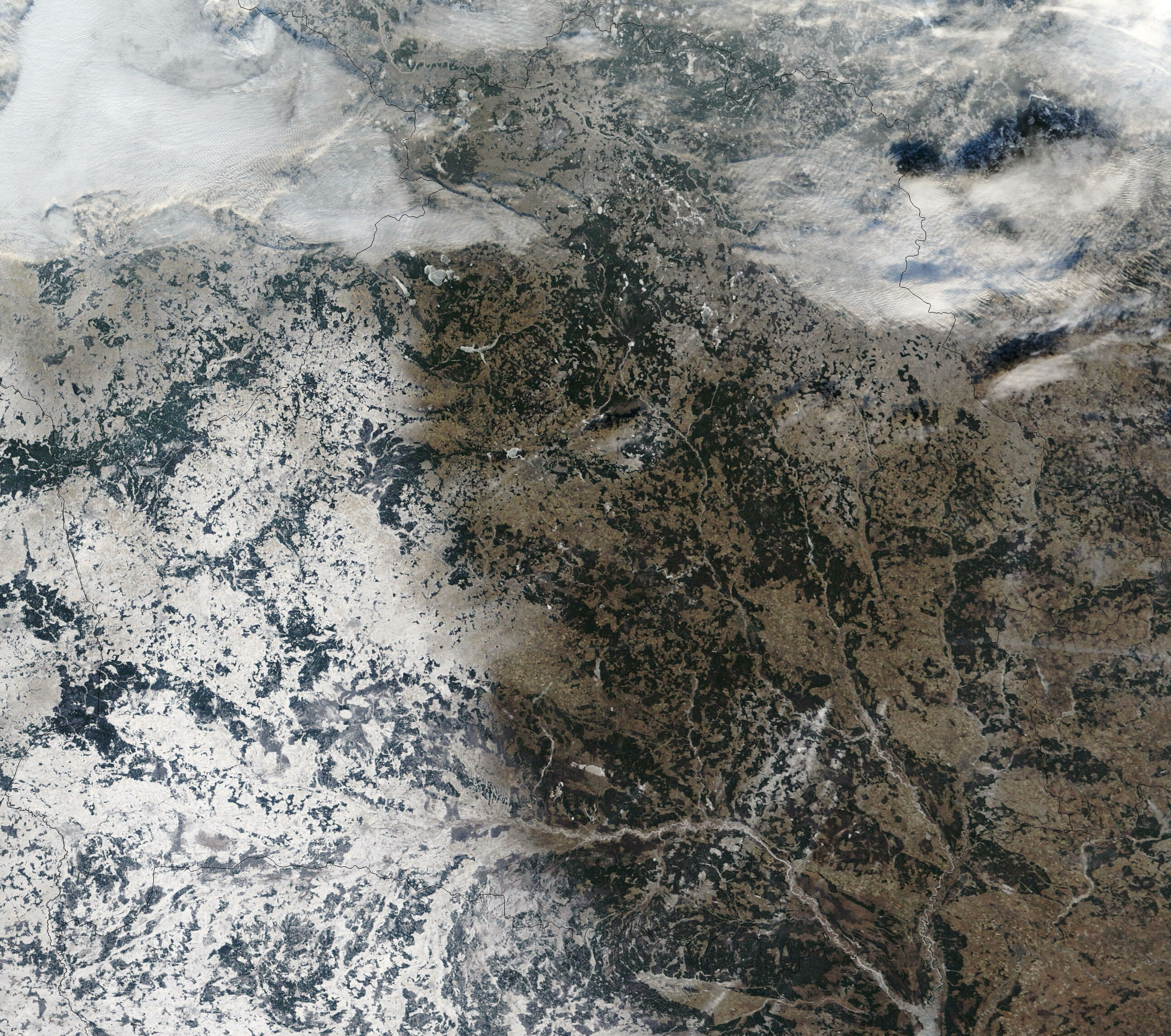
白俄羅斯于2002年12月拍攝的衛星地圖

白俄羅斯是一個內陸國，其國土面積有207,600平方公里，比英國或堪薩斯州要略小一些。白俄羅斯在北部和西北部與俄羅斯接壤，北部和拉脫維亞接壤，西北部和立陶宛接壤，西部和波蘭接壤，南部和烏克蘭接壤。白俄羅斯地形比較平坦，其國土最高點也只有346米。有許多冰河時期留下的湖泊，湖泊數量超過11,000個，有「萬湖之國」之稱。白俄羅斯還有大片國土都是無人居住的森林，這裡有許多珍稀生物生息。
1986年的切爾諾貝利核事故釋放出了大量核污染物質，其中有70%來到白俄羅斯，污染了白俄羅斯至少四分之一的土地面積。1995年，清理核事故帶來的污染所花去的費用占白俄羅斯國家預算的14%。
白俄羅斯距離波羅的海約有160公里。

## 氣候
白俄羅斯大多數地區都是溫帶大陸性湿润氣候。冬天的長度大約在105天到145天之間，夏天的長度約在150天。年均降水量約在550到700毫米，有時會明顯超出這一數字。一月份的平均氣溫約為−6°C ，七月份的平均氣溫約為18°C。

## 資源和土地利用
自然資源
少量石油和天然氣
土地利用
- 耕地：0.5%
- 農業用地：0.5%
- 其他：99% (2005)

## 環境問題
目前白俄羅斯較嚴重的環境問題為空氣汙染。白俄羅斯是世界上與空氣污染相關的死亡人數之第三位，從2010年到2012年，每100,000人中有100人喪生。
白俄羅斯有由於農藥過度使用而引發的土地污染問題。

## 外部連結
- Current Status of United Nations Romanization Systems for Geographical Names of Belarus （页面存档备份，存于）
- Chernobyl data for Belarus
- Java maps of Belarus for mobile phone

53°N 28°E / 53°N 28°E